# Helobdella conchata
Helobdella conchata är en ringmaskart som först beskrevs av Arturo Caballero 1941.  Helobdella conchata ingår i släktet Helobdella och familjen broskiglar. Inga underarter finns listade i Catalogue of Life.